# راینر آدریون
راینر آدریون (انگلیسی: Rainer Adrion؛ زادهٔ ۱۰ دسامبر ۱۹۵۳) بازیکن فوتبال سابق اهل آلمان است که در پست مدافع بازی می‌کرد.
از باشگاه‌هایی که در آن بازی کرده‌است می‌توان به باشگاه فوتبال اشتوتگارت و باشگاه فوتبال مونیخ ۱۸۶۰ اشاره کرد.